# 井上智映子
井上 智映子（いのうえ ちえこ、1985年（昭和60年） - ）は、日本のソプラノ歌手。ミュージカル女優。元劇団四季所属。大阪音楽大学音楽学部講師。

## 経歴
愛媛県八幡浜市出身。愛媛県立川之石高等学校を経て、2008年（平成20年）に徳島文理大学音楽学部声楽専攻を卒業した。在学中は声楽を大戸井啓子、稲富祐香子に師事し、またフルートを川人伸二に師事した。卒業後は公立中学校の教員となったが、2010年（平成22年）に劇団四季へ入団した。
劇団四季では「ライオンキング」のラフィキ役とシェンジ役、「バケモノの子」の宗師役、「ウィキッド」の産婆役などを演じた。
2023年（令和5年）に劇団四季を退団し、大阪音楽大学音楽学部の講師に就任した。